# Biònica
La biònica és l'aplicació de mètodes i sistemes trobats a la natura per a l'estudi i el disseny de sistemes d'enginyeria i tecnologia moderna.
La paraula està formada pels termes grecs βίο (vida)i el sufix -ic (relatiu a); així doncs obtenim biònica.

## Història

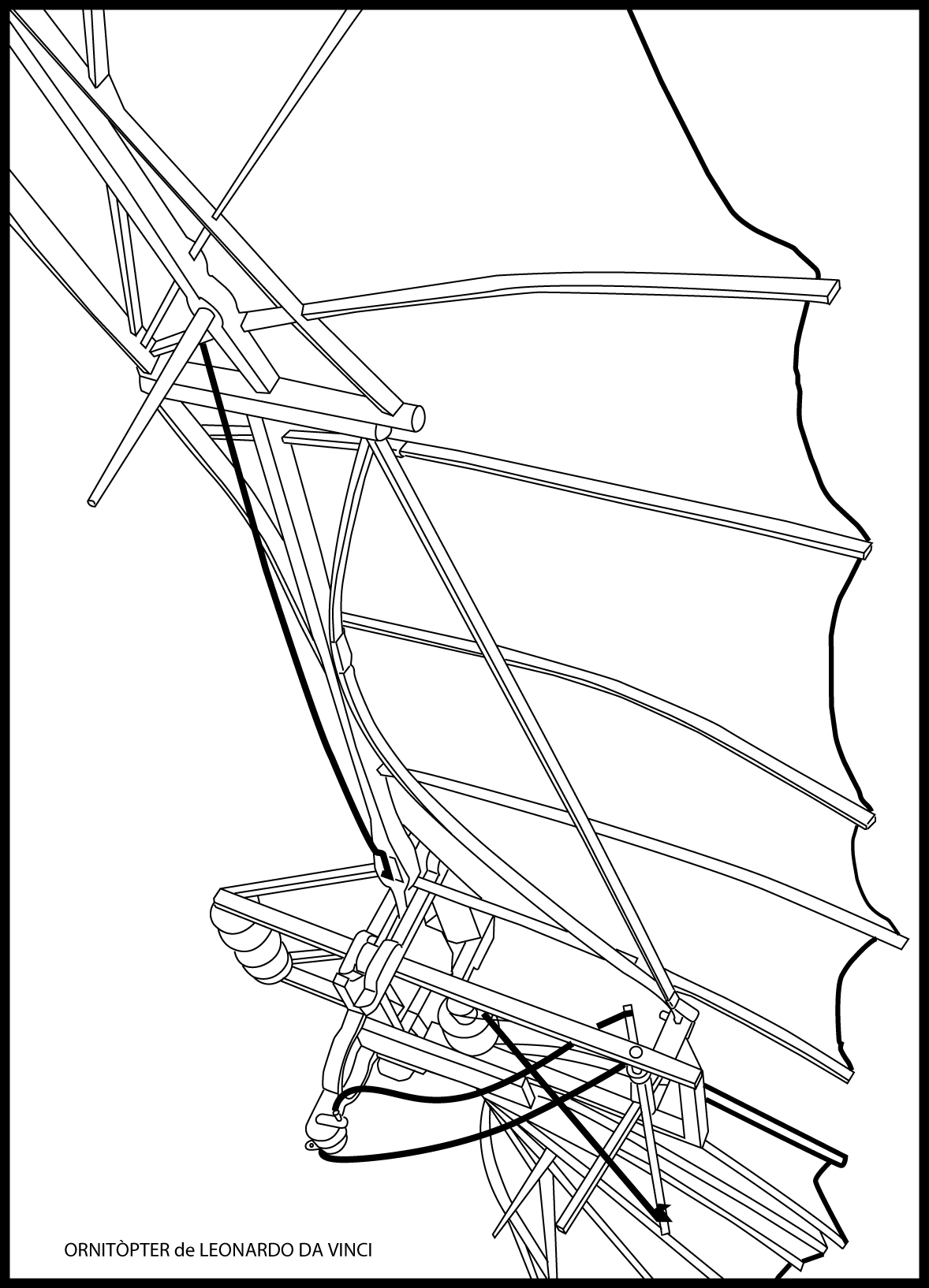
Màquina voladora creada per Leonardo Da Vinci

La biònica és tan antiga com l'home, ja que, conscient o inconscientment, l'hem utilitzat des de la prehistòria fins als nostres dies. No fou fins a 1960 quan va aparèixer una definició concreta del terme, que segueix essent vàlida avui en dia i que va encunyar Jack Steele, de la U.S. Air Force.
El primer investigador biònic segurament sigui Leonardo Da Vinci, que va aplicar els seus estudis de la naturalesa a pràcticament tots els seus dissenys, començant per l'ornitòpter, un aparell volador amb ales batients realitzat a partir d'un estudi anatòmic dels ocells.
Un altre exemple és el de l'arquitecte anglès del segle xix Sir Joseph Paxton que, per dissenyar la coberta del Crystal Palace a Hide Park, es va basar en un nenúfar sud-americà, les fulles del qual arribaven als dos metres de diàmetre i podien suportar 90 kg. de pes gràcies a un sistema de nervadures que posseïa al revers de les fulles.

## Metodologia
Consisteix en l'anàlisi del funcionament real dels sistemes vius i, un cop descoberts els seus procediments, materialitzar-los en els aparells.
|  |

## Exemples de Biònica
- - El velcro és un dels exemples més famosos de la biònica. Està basat en les plantes que s'adhereixen a la roba per mitjà dels seus ganxets.
  - Les màquines voladores i els vaixells dissenyats per Leonardo Da Vinci en els seus esbossos, les idees dels quals van ser preses de la naturalesa, com en el cas de la gran semblança entre l'ornitòpter i els ratpenats.
  - Les ales dels avions que posseeixen diverses formes en funció de la velocitat i de la duració del vol. Aquestes ales de diverses formes van estar inspirades en les diferents espècies d'ocells que volen a diferents velocitats d'acord amb la forma de les seves ales.
  - Els xips, com les retines de silicona i les còclees modelades segons les xarxes de nervis reals.
  - Els vestits de cos complet dels nedadors de competició inspirats en la pell dels dofins per assolir una major velocitat i menys resistència dins l'aigua, ja que la pell d'aquests mamífers posseeix propietats viscoel·làstiques.

## Camps d'aplicació de la Biònica
Les aplicacions són immenses i no només limitades a ampliar les nostres capacitats sensorials. A continuació es llisten alguns camps d'aplicació de la Biònica:

### Medicina

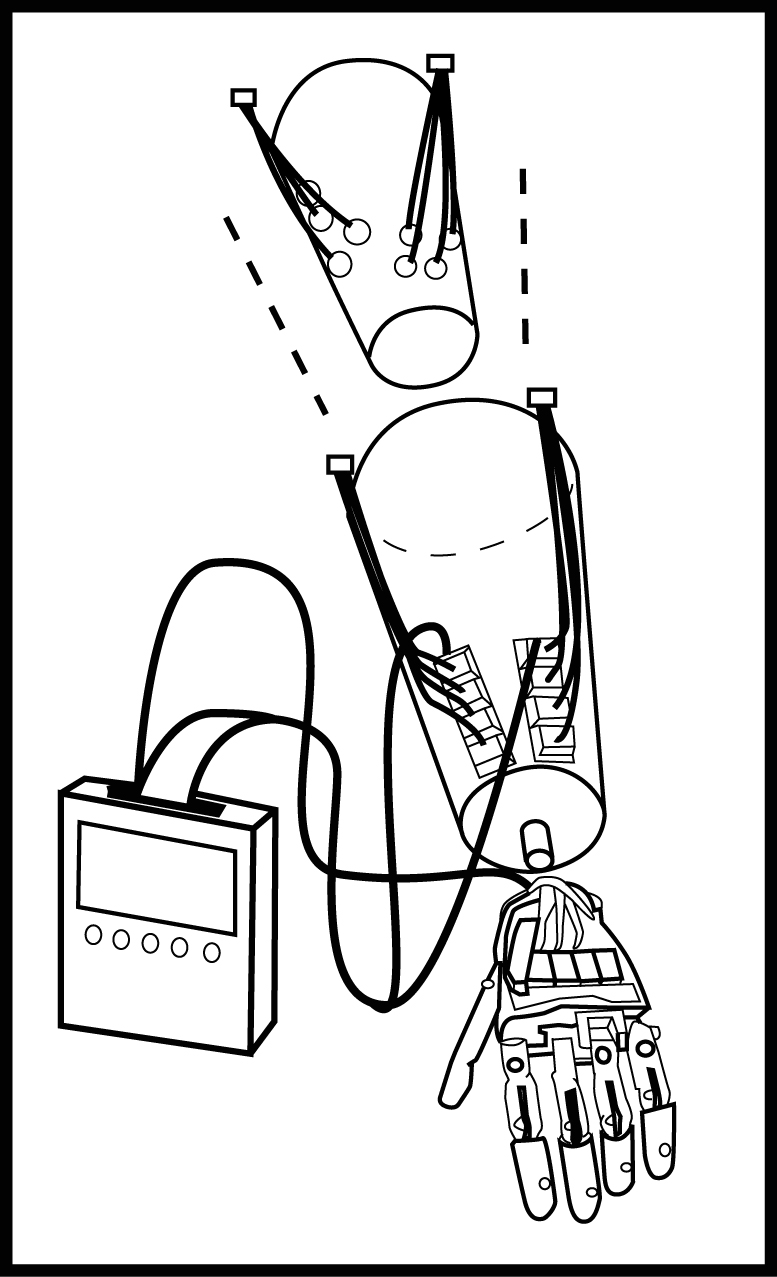
Biònica aplicada a pròtesis per a persones

En aquest camp, la biònica significa el canvi d'òrgans o altres parts del cos per versions mecàniques d'aquestes. Els implants biònics es diferencien de les meres pròtesis per imitar la funció original molt fidelment, o inclús, superar-les.
Mentre les tecnologies que desenvolupen implants biònics són encara potser en un període de desenvolupament, ja podem disposar d'alguns aparells biònics: un dels més famosos és l'implant coclear, per a al gent sorda. Actualment podem destacar la creació de cors artificials.
Cal esmentar que s'espera un gran progrés relacionat amb l'avanç de les nanotecnologies:
entre elles, la retina de silicona, creada per Kwabena Boahen de Ghana, capaç de processar imatges de la mateixa manera que la retina real.

### Audiovisual
Gràcies a la Biònica, s'ha pogut dur a terme sistemes d'adquisició, reproducció, compressió dintre del camp de l'àudio i de la imatge, tot tenint en compte les limitacions tant del sistema auditiu humà com del sistema visual humà.
Un clar exemple dins del món de l'adquisició són els micròfons, els amplificadors, els altaveus que han estat dissenyats d'acord amb els rangs audibles pels humans, és a dir, de 20 Hz a 20 kHz.
Com a sistema de compressió d'àudio trobem l'MP3, que permet emmagatzemar so a una qualitat similar a la d'un CD i amb un índex de compressió molt elevat, de l'ordre d'1:11.
El sistema de codificació que utilitza l'MP3 és un algorisme de pèrdua, és a dir, el so original i el que obtenim no són idèntics. Això es deu al fet que l'MP3 aprofita les deficiències de l'oreolla humana i elimina tota aquella informació que no és capaç de percebre.
Un altre sistema de compressió, en aquest cas d'imatge, és el JPEG en el que la compressió es duu a terme, en gran part, en la crominància, ja que el sistema visual humà és molt més sensible a la lluminància que no pas a la crominància.
En el cas dels elements de reproducció podem esmentar el cas de les pantalles planes que es produeixen actualment. Gairebé com totes les televisions de tub de color del passat, posseeixen una proporció 1:1:1 dels tres elements de color de vermell, verd i blau.
Ara bé, com els subpíxels blaus no ajuden gairebé gens a l'ull a l'hora de resoldre imatges, la majoria d'aquests píxels es menyspreen. Cal dir que aquest sistema ha estat millorat amb els anys fent les pantalles més eficients.

### Disseny de productes
Durant el darrer decenni, l'ofici de dissenyador ha augmentat considerablement.
Si ens fixem en el cas de Leonardo Da Vinci, sembla evident que la biònica hauria d'aportar al dissenyador d'avui dia aquest mètode de creativitat, de verificació de la validesa de noves construccions, una diversificació de les formes destinades a unes funcions precises.
La relació forma-funció és, sense cap dubte, l'aspecte de la biònica que toca més particularment el dissenyador; i ens volem referir al fet que uns altres aspectes
com ara els principis psicoquímics del funcionament d'alguns òrgans sensorials no els toca tant de prop. Contràriament, una multitud de treballs de biologia tracten del doble aspecte de la relació forma-funció: és el domini de la morfologia funcional. A causa de les seves solucions, sovint inesperades, la natura amaga riqueses que els dissenyadors estarien ben temptats de copiar.

## La Biònica a la nostra vida
Amb la creació de fonts alternatives d'alta eficiència energètica, la generació de bioprocessos d'alt rendiment i sistemes autorregulables, repercutirien en un augment de la qualitat de vida per als ésser humans, en particular, de les persones amb problemes físics, així com la generació de dispositius que no limitin el seu acompliment laboral i personal.